# Niels Johannes Fjord
Niels Johannes Fjord, född 27 april 1825 på halvön Holmsland i Ringkøbing fjord, död 5 januari 1891, var en dansk agronom och fysiker, känd som omdanare av det danska mejeriväsendet.
Fjord studerade på Lyngby seminarium vid Grenå, varifrån han 1845 utexaminerades. Han blev därefter lärare vid friskolan i Århus, deltog som frivillig i slesvig-holsteinska kriget 1848, men var 1849–1855 åter lärare i Århus. Från 1856 studerade vid Den polytekniske læreanstalt i Köpenhamn och avlade 1858 en partiell examen i matematik, fysik, kemi och teckning. Kort därefter anställdes han som lärare i fysik vid den samma år öppnade Landbohøjskolen.
Vid Landbohøjskolen kom Fjord snabbt in på den försöksverksamhet, som efterhand gjorde hans namn internationellt känt. Han inledde 1866 olika försök med kokning, dels för att förebygga trikinfaran, dels genom konstruktionen av en ånggryta för mejeribruk. År 1874 upptog han så försök angående användning av is och snö i mejerierna. Då centrifugerna infördes kring 1880 kom även dessa att omfattas av försöken; den av Fjord konstruerade kontrollcentrifugen fick en sådan utformning, att den kunde användas till fastställandet av mjölkens fetthalt och även en pastöriseringsapparat konstruerades. Senare kom försöken att även omfatta transport av smör på järnvägar och fartyg och från 1883–1884 även fysiologiska frågor, särskilt angående mjölkkors och svins utfodring. Slutligen upptogs 1888 kärningsförsök med pastöriserad mjölk och grädde, stödda av bakteriologiska undersökningar, och 1889 inleddes en lång rad av smörutställningar, under vilka belyste förhållanden som påverkade smörets kvalitet och hållbarhet.
De frågor, Fjord tog upp, hämtade han alltid från det praktiska lantbruket, och den övervägande delen av försöken utfördes på fältet. Då försöken hade sitt ursprung i lantbrukets behov av att få vissa frågor belysta, var de också praktiska i upplägg och utförande. Utöver att han hade en stab av fasta medarbetare skapade han ett försöksnät över hela Danmark, som omfattade herrgårdar, slakterier och mejerier. 
Men försöken stöddes alltid av vetenskapliga undersökningar, som från 1883 företogs i det 1882–1883 uppförda försökslaboratoriet, som kan betraktas som en centralisering av hela systemet med mobila försöksstationer. Det nya och banbrytande med Fjords försök var att de sammanförde teori och praktik, vetenskapen och den dagliga lantbruksarbetet, och de fick därigenom stor uppmärksamhet inte bara i Danmark, utan även i utlandet. I regel presenterade Fjord sina resultat först i Landhusholdningsselskabet, i vilket han 1883 valdes till president, därefter publicerades de som "Beretninger", av vilka det vid hans död förelåg 30.
Vid sidan av sitt betydelsefulla arbete för lantbruket, gjorde han även betydande insatser för den danska folkskolan. Han blev 1858 inspektör för den två år tidigare inrättade statliga lärarutbildningen och 1857–1877 satt han i examenskommissionen. Han fick särskild betydelse för Frederiksbergs skolväsende, där han 1869–1886 genomförde flera reformer. År 1892 avtäcktes en bronsstaty av honom utanför försökslaboratoriet.

## Utmärkelser
- Dannebrogsmännens hederstecken,  1879[2]
- Kommendör av Dannebrogorden,  1888[2]

[Redigera Wikidata]